# Xã Towanda, Quận Bradford, Pennsylvania
Xã Towanda (tiếng Anh: Towanda Township) là một xã thuộc quận Bradford, tiểu bang Pennsylvania, Hoa Kỳ. Năm 2010, dân số của xã này là 1.149 người.